# Gmina Potok Wielki
Die Gmina Potok Wielki ist eine Landgemeinde im Powiat Janowski der Woiwodschaft Lublin in Polen. Ihr Sitz ist das gleichnamige Dorf mit etwa 500 Einwohnern.

## Gliederung

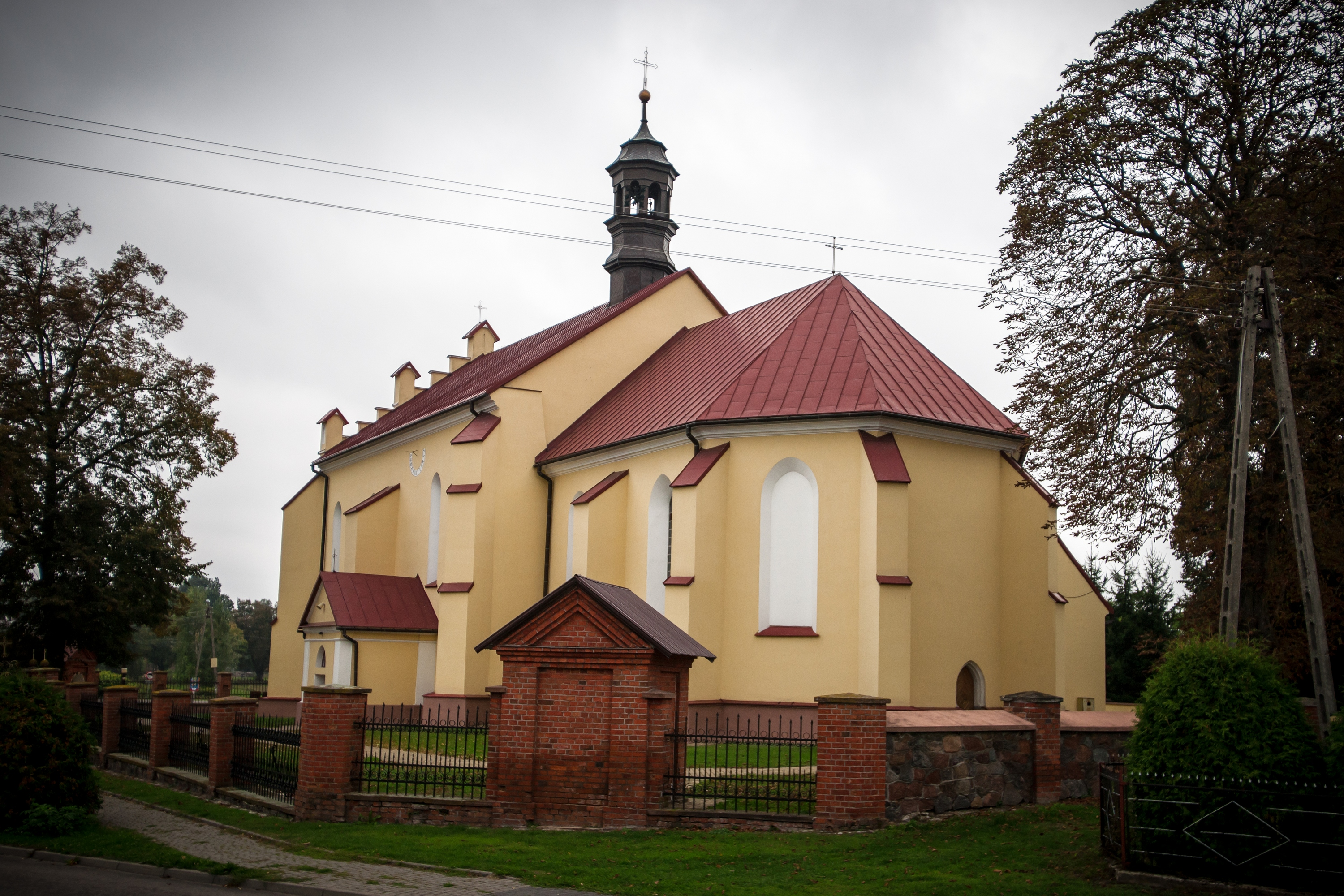
Kirche in Potok Wielki

Zur Landgemeinde Potok Wielki gehören folgende Ortschaften mit einem Schulzenamt:
Chabudówka
Dąbrowica
Dąbrówka
Kolonia Potok Wielki
Maliniec
Osinki
Osówek
Popielarnia
Potoczek
Potok-Stany
Potok-Stany Kolonia
Potok Wielki
Potok Wielki Drugi
Radwanówka
Stany Nowe
Stawki
Wola Potocka
Zarajec Potocki